# الدوري الكرواتي الممتاز 1997–98
الدوري الكرواتي الممتاز 1997–98 (بالكرواتية: 1. HNL 1997./98.)‏ هو الموسم 7 من  الدوري الكرواتي الممتاز. أقيم خلال الفترة 3 أغسطس 1997 وحتى 10 مايو 1998، وأشرف على تنظيمه اتحاد كرواتيا لكرة القدم، وكان عدد الأندية المشاركة فيه  12، وفاز فيه نادي دينامو زغرب.